# Sandro Munari
Sandro Munari (ur. 27 marca 1940 w Cavarzere) – włoski kierowca rajdowy. W latach 1973–1984 uczestniczył w rajdowych mistrzostwa świata, a jego największymi osiągnięciami w tej serii było zostaniem mistrzem świata jako pierwszy w historii. Łącznie w rajdowych mistrzostwach świata wystartował w trzydziestu sześciu rajdach z czego wygrał siedem rajdów.

## Kariera
Po raz pierwszy w rajdzie samochodowym wystartował w 1965. W 1967 i 1969 zdobył tytuł mistrza Włoch. W 1973 zadebiutował w rajdowych mistrzostwach świata w (Rajd Monte Carlo) tym samym roku został mistrzem Europy. Od 1975 do 1977 wygrał trzy rajdy Monte Carlo. W 1977 został mistrzem świata (wtedy tytuł nazywano puchar kierowców) w rajdowych mistrzostwach świata. Późnej brał udział pojedynczych rajdach. 
Po zakończeniu kariery 1984 założył szkołę bezpiecznej jazdy przy współpracy z firmą Abarth na torze testowym Fiata Adria.

## Zwycięstwa w rajdach WRC[1]
| # | Rajd                       | Sezon | Pilot          | Samochód          |
| - | -------------------------- | ----- | -------------- | ----------------- |
| 1 | 16. Rajd Sanremo           | 1974  | Mario Mannucci | Lancia Stratos HF |
| 2 | 3. Rajd Kanady             | 1974  | Mario Mannucci | Lancia Stratos HF |
| 3 | 43. Rajd Monte Carlo Rally | 1975  | Mario Mannucci | Lancia Stratos HF |
| 4 | 44. Rajd Monte Carlo       | 1976  | Silvio Maiga   | Lancia Stratos HF |
| 5 | 10. Rajd Portugalii        | 1976  | Silvio Maiga   | Lancia Stratos HF |
| 6 | 20. Rajd Korsyki           | 1976  | Silvio Maiga   | Lancia Stratos HF |
| 7 | 45. Rajd Monte Carlo       | 1977  | Silvio Maiga   | Lancia Stratos HF |